# 利川物流中心火災事故
- 關於2008年1月7日發生在利川市的火災事故，請見「[[利川冷凍倉庫火災事故（朝鲜语：이천 냉동창고 화재）]]」。
- 關於2008年12月5日發生在利川市的火災事故，請見「[[利川物流倉庫火災事故（朝鲜语：이천 물류창고 화재）]]」。

利川物流中心火災事故是於2020年4月29日發生在大韓民國京畿道利川市一處施工中的物流中心的火災，造成39人喪生，10人受傷。該物流中心為地上四層、地下兩層的建築物，最初起火處為地下二樓，由於地點充滿易燃材料，隨後大火及煙霧向建築物各處迅速擴散，並發生多次爆炸。